# كوليك (مهر أباد)
كوليك (بالفارسية: کولیک) هي مستوطنة تقع في إيران في Mehrabad Rural District.